# Lúcio Emílio Paulo Macedônico
Lúcio Emílio Paulo Macedônico (m. 160 a.C.; em latim: Lucius Aemilius Paullus Macedonicus) foi um político da gente Emília da República Romana eleito cônsul por duas vezes, em 182 e 168 a.C., com Cneu Bébio Tânfilo e Caio Licínio Crasso respectivamente. Era filho de Lúcio Emílio Paulo, cônsul em 219 a.C., que morreu na Batalha de Canas.

## Família e primeiros anos
Paulo nasceu sob a influência aristocrática de seu pai e era, como ele, partidário de uma estrita disciplina militar. Como o pai, foi áugure. Foi mencionado pela primeira vez em 194 a.C., quando foi nomeado triúnviro coloniis deducendis com a missão de fundar uma colônia em Crotona.
Dois anos depois, em 192 a.C., foi edil curul com um parente, Marco Emílio Lépido, vencendo doze candidatos que depois foram cônsules. Durante seu mandato, perseguiu os pecuarii, o nome pelo qual eram conhecidos os grandes criadores de gado que pastavam suas boiadas em terras públicas. Os dois construíram ainda um pórtico que ligou a Porta Fontinal ao Altar de Marte.
Em 191 a.C., foi pretor na Hispânia Ulterior, com poderes proconsulares. Sua atuação na Península Ibérica é obscura por causa de contradições entre as fontes, mas sabe-se que sufocou uma revolta dos turdetanos e que, no ano seguinte, foi derrotado pelos lusitanos "Lyko" (Lugo?), na Bastetânia), perdendo mais de 6 000 homens. Recuperou-se depois e conseguiu derrotar os povos inimigos, deixando a Hispânia Ulterior pacificada por um tempo. Esta última vitória lhe valeu um triunfo. Alguns autores, baseados em Lívio, defendem que esta derrota de Emílio Paulo teria ocorrido em Ilurco emn 190 a.C..
A primeira (ou segunda) inscrição romana ainda existente e oriunda da Hispânia, o chamado "Bronze de Lascuta", é um decreto de Emílio Paulo no qual ele concede a liberdade aos habitantes de uma fortaleza, conhecida como "Turris Lascutana", que, até então, eram servos da cidade de Asta Régia (Mesas de Asta, perto da moderna Jerez de la Frontera).

## Primeiro consulado (182 a.C.) e procônsul (181 a.C.)

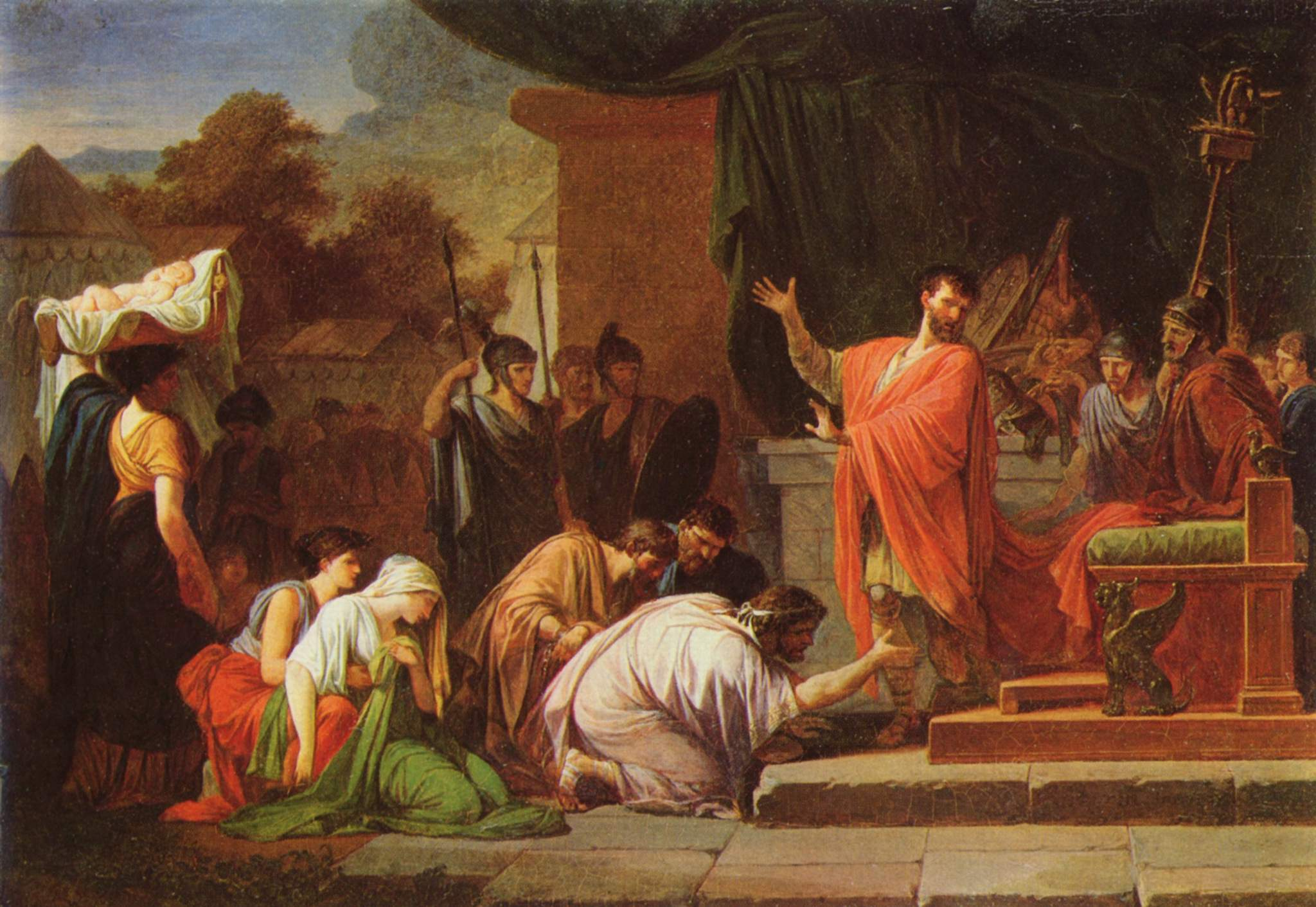
"Rendição do rei Perseu a Emílio Paulo".
Por Jean-François-Pierre Peyron no Museu de Belas Artes de Budapeste, na Hungria.

Depois de ser derrotado várias vezes nas eleições consulares depois de sua volta a Roma, em 189 a.C., Emílio Paulo foi finalmente eleito em 182 a.C. com Cneu Bébio Tânfilo. Sua província consular foi a Ligúria. No ano seguinte, como procônsul, foi enviado para lutar contra os ingáunios, um povo lígure que detinha um considerável poder naval e vinha atacando os barcos mercantes romanos. Eles foram completamente derrotados e todas as suas fortificações foram arrasadas. Ao retornar a Roma, Emílio Paulo celebrou um outro triunfo.
Nos treze anos seguintes, viveu em Roma tranquilamente, dedicado a educar seus filhos.

## Segundo consulado e guerra contra a Macedônia
Já havia alguns anos que estava sendo travada a guerra contra o rei Perseu da Macedônia, mas ninguém ainda havia conseguido a vitória definitiva. Em 169 a.C., o povo exigiu que fosse eleito cônsul um general com grande experiência e habilidade, o que fez com que vários notáveis romanos pressionassem Emílio Paulo para que ele apresentasse sua candidatura. Ele já tinha mais de sessenta anos e não estava disposto a assumir a função, mas, depois de ser aclamado, foi escolhido cônsul para 168 a.C. com Caio Licínio Crasso.
Na primavera, chegou à Macedônia e, em 22 de junho, obteve uma grande vitória na Batalha de Pidna, que pôs fim à guerra. Perseu se rendeu, foi preso e levado até Paulo, que o tratou com cortesia. Contudo, para deixar como exemplo, Paulo ordenou a execução de 500 proeminentes macedônios conhecidos por serem adversários de Roma. Ele também exilou muitos outros na Itália e confiscou seus bens em nome de Roma, mas, segundo Plutarco, teria mantido muito para si próprio. Outras fontes indicam que ele teria mantido para si apenas a grande biblioteca real, dando início a um costume que seria seguido por outros generais romanos posteriores, como Lúculo. Segundo Valério Máximo, Emílio Paulo mandou executar seus próprios soldados acusados de deserção por esmagamento por elefante, afirmando que "a disciplina militar precisa deste tipo de castigo severo e abrupto, pois assim é que se mantém firme a força das armas que, se se afastar do bom caminho, será subvertida".
Em 167 a.C., permaneceu na Macedônia como procônsul, o que lhe permitiu visitar toda a Grécia. Durante seu mandato, reparou diversas injustiças e realizou muitas doações. Voltou depois para a Macedônia e passou a viver em Anfípolis, onde, junto com dez comissários especiais romanos, decidiu o futuro da Macedônia. Finalmente, celebrou magníficos jogos.

## Anos finais
No caminho de volta para Roma, diante da reclamação de suas tropas com relação à sua parte na imensa riqueza coletada na campanha, Paulo decidiu fazer uma para no Epiro, um reino suspeito de simpatizar com a causa macedônia. A região já estava pacificada, mas Paulo ordenou que suas tropas saqueassem setenta de suas cidades, o que levou à escravização de 150 000 de seus habitantes. Depois do Epiro, Emílio Paulo seguiu para Orico, de onde embarcou, com suas tropas, de volta para a Itália, onde chegou em 167 a.C.. O rico butim amealhado na campanha foi depositado no erário romano.

Diagrama da Batalha de Pidna, vencida por Emílio Paulo.

Apesar de alguma oposição, recebeu a honra de um triunfo, cujas celebrações, consideradas espetaculares, duraram mais de três dias. Diante da carruagem triunfal de Emílio Paulo estava Perseu e seu filho, o que deu fim à dinastia dos selêucidas; atrás dela, os dois filhos maiores de Paulo, Fábio Emiliano e Cipião Emiliano, adotados pelas famílias dos Fábios e dos Cipiões respectivamente. O Senado, como reconhecimento pela sua vitória, votou por conceder-lhe o cognome "Macedônico" (em latim: "Macedonicus"). Apesar disto, sua alegria foi manchada por uma tragédia familiar: seus dois filhos mais jovens morreram, um deles, com apenas nove anos de idade, cinco dias antes do triunfo, e o outro, de quatorze anos, três dias depois. O evento provocou a extinção legal da família dos Paulos na gente Emília.
Em 164 a.C., foi eleito censor com Quinto Márcio Filipo e morreu quatro anos depois, já bastante doente. A fortuna que deixou já estava tão diminuída que serviu apenas para pagar o dote de sua segunda mulher.

## Família
Os Emílios Paulos estavam ligados por casamento e interesses políticos aos Cipiões.  Paulo se casou duas vezes. Com sua primeira esposa, Papíria, uma filha de Caio Papírio Masão, cônsul em 231 a.C., teve quatro filhos (dois meninos e duas meninas):
- O filho mais velho, provavelmente chamado "Lúcio Emílio Paulo", ficou conhecido como Fábio Emiliano;
- O filho mais novo, provavelmente chamado "Marco Emílio Paulo", ficou conhecido como Cipião Emiliano;
- Emília Prima, casada com Quinto Élio Tuberão;
- Emília Segunda, casada com Marco Pórcio Catão, filho de Catão, o Velho.

Sem razão aparente, segundo Plutarco, Paulo se divorciou dela quando seu filho mais jovem era ainda um bebê, o que indica que o divórcio tenha ocorrido em 183-2 a.C.. Paulo então casou-se novamente com uma romana de nome desconhecido, com quem teve os dois filhos, o mais velho nascido por volta de 181 a.C. e o mais novo, por volta de 176 a.C.. Aparentemente, ele teve ainda uma outra filha (Emília Tércia), ainda muito jovem quando seu pai foi eleito pela segunda vez.
Como quatro filhos homens era um número demasiado grande para um pai sustentar durante o cursus honorum, Paulo decidiu entregar seus dois filhos mais velhos à Adoção na Roma Antiga, provavelmente entre 175 e 170 a.C. O mais velho foi adotado por Fábio Máximo e escolheu o nome de Quinto Fábio Máximo Emiliano. O mais novo foi adotado por um primo, Públio Cornélio Cipião, o filho mais velho e herdeiro de Cipião Africano, escolhendo o nome de Públio Cornélio Cipião Emiliano, entrando assim para a mais poderosa e influente dinastia política romana.
Com os filhos mais velhos adotados pelas mais poderosas famílias patrícias de Roma, Paulo contava com os filhos mais jovens, de seu segundo casamento, para continuar com seu próprio nome, mas o destino não seria este. Ambos morreram jovens, na época do seu triunfo sobre a Macedônia. Segundo Políbio, o mais velho tinha quatorze e o mais novo, nove, e seus nomes são desconhecidos.